# Frontière entre la France et le Mozambique
La frontière entre la France et le Mozambique est intégralement maritime, dans l'océan Indien, et sépare les îles Éparses de l'océan Indien et le Mozambique.